# Ashley Sutton

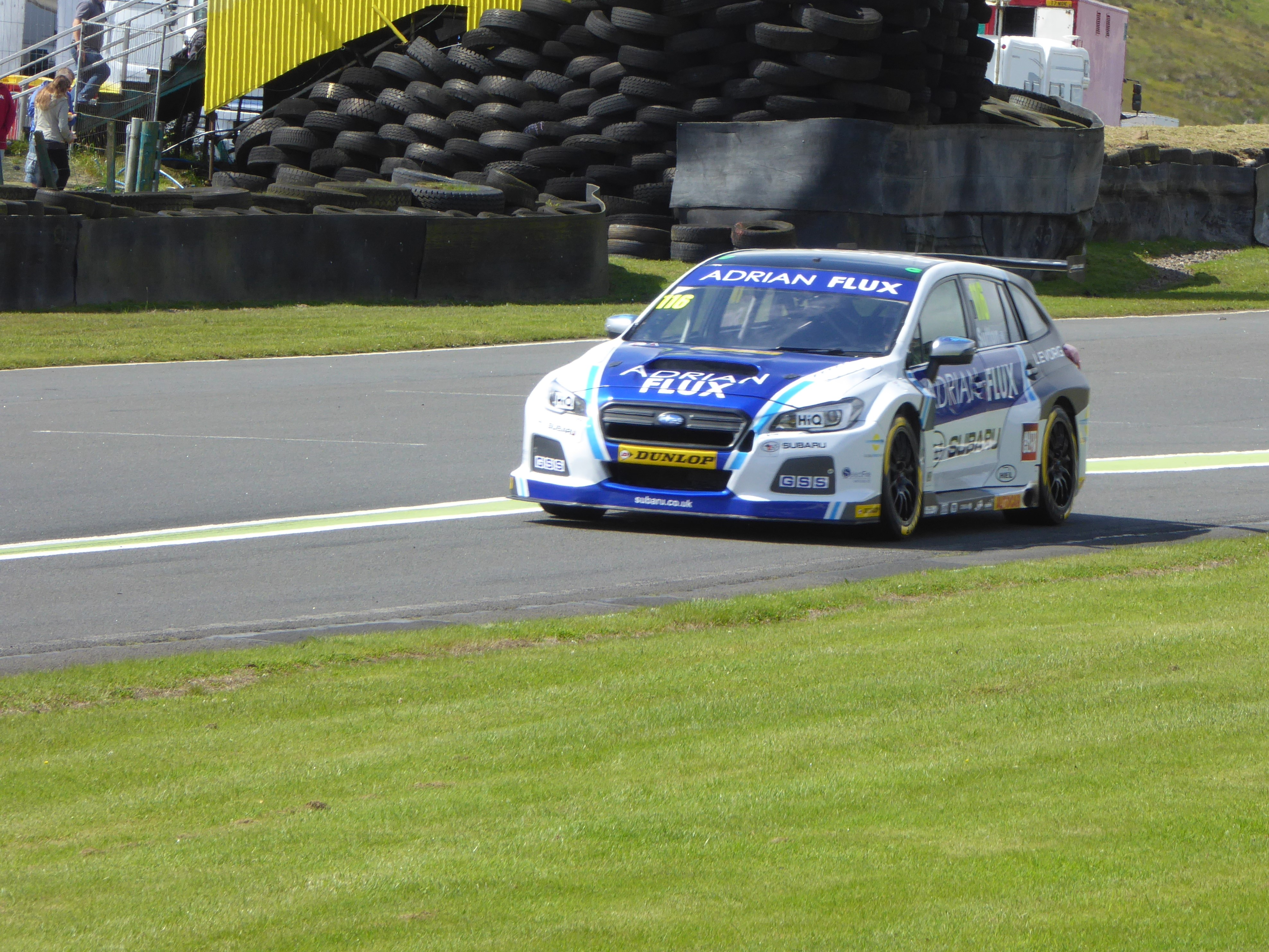
Ashely Sutton nel 2017 sulla Subaru Levorg con la quale ha vinto il BTCC

Ashley Sutton (Bishops Stortford, 15 gennaio 1994) è un pilota automobilistico britannico vincitore del BTCC nel 2017 con la scuderia Adrian Flux Subaru Racing e nel 2020.

## Palmarès
- Renault Clio Cup United Kingdom: 1
2015
- Jack Sears Trophy: 1
2016
- British Touring Car Championship: 2
2017 su Subaru Levorg GT
2020 su Infiniti Q50